# Берёзовая (приток Кузуровой)
Берёзовая — река в Томской области России. Устье реки находится в 73 км по левому берегу реки Кузуровой (Кызуровой). Длина реки составляет 16 км.

## Данные водного реестра
По данным государственного водного реестра России относится к Верхнеобскому бассейновому округу, водохозяйственный участок реки — Кеть, речной подбассейн реки — бассейн притоков (Верхней) Оби от Чулыма до Кети. Речной бассейн реки — (Верхняя) Обь до впадения Иртыша.